# Babiana brachystachys
Babiana brachystachys là một loài thực vật có hoa trong họ Diên vĩ. Loài này được (Baker) G.J.Lewis miêu tả khoa học đầu tiên năm 1934.